# Lei nº 56, de 5 de abril de 1870

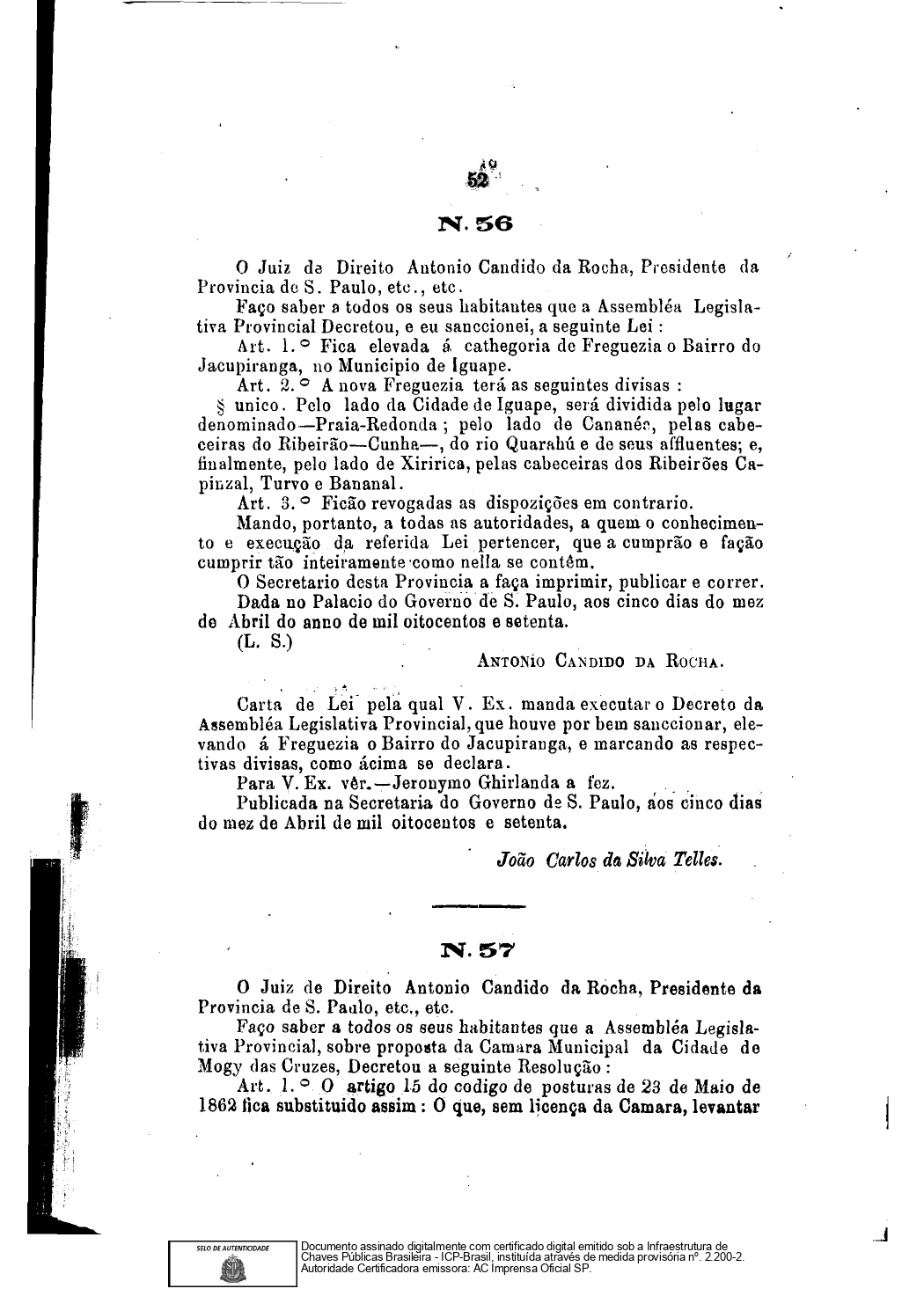
Imagem escaniada do documento original da Lei n.56, de 05/04/1870.

A Lei nº 56 de 5 de abril de 1870 foi responsável por elevar o bairro de Jacupiranga, até então pertencente ao município de Iguape, a freguesia, também marcando as respectivas divisas.

## História
Ao longo do Rio Jacupiranga, surjiu o povoado de Botujuru (do tupi Ybytú-yuru = boca do vento)cujo sítio presume-se tenha sido ocupado por um aldeamento de indígenas. Somente por volta de 1864 é que o cidadão português Antônio Pinto de Magalhães Mesquita, vindo de Iguape, apareceu no local e abriu uma casa comercial, dando grande impulso para a fundação do povoado, auxiliado por Hildebrando de Macedo, Manoel Pinto de Almeida, Francisco de Lara França e outros pioneiros.
Unidos pelo mesmo ideal, decidiram construir uma capela dedicada a Nossa Senhora da Conceição, cuja imagem foi doado por Hildebrando de Macedo, que ficou sendo a padroeira.
Assim, já em 1870, através da Lei nº 56, de 5 de abril daquele ano, o povoado era elevado à categoria de Freguesia, dentro do município de Iguape, tendo a sua denominação alterada para Jacupiranga.
A Lei foi decretada pela Assembléa Legislativa Provincial e sancionada pelo juiz de direito Autonio Candido da Rocha

## Texto
O texto da Lei nº 56 de 5 de abril de 1870 é o seguinte :
"LEI N.56
O Juiz de Direito Autonio Candido da Rocha, Presidente da Provincia de S. Paulo, etc, etc.
Faço saber a todos os seus habitantes quo a Assembléa Legislativa Provincial Decretou, e eu sanccionei, a seguinte Lei :
Art. 1.° - Fica elevada á cathegoria de Freguezia o Bairro do Jacupiranga, no Municipio de Iguape.
Art. 2.° - A nova Freguezia terá as seguintes divisas :
§ unico. - Pelo lado da Cidade de Iguape, será dividida pelo lugar denominado-Praia-Redonda ; pelo lado de Cananéa, pelas      cabeceiras do Ribeirão-Cunha-, do rio Quarahú e de seus affluentes; e, finalmente, pelo lado de Xiririca, pelas cabeceiras dos    Ribeirões Capinzal, Turvo e Bananal.
Art. 3.° - Ficão revogadas as dispozições em contrario.
Mando, portanto, a todas as autoridades, a quem o conhecimento e execução da referida Lei pertencer, que a cumprão e fação cumprir tão inteiramente como nella se contêm.
O Secretario desta Provincia a faça imprimir, publicar e correr.
Dada no Palacio do Governo de S. Paulo, aos cinco dias do mez de Abril do anno de mil oitocentos e setenta.
(L. S.)
Antonio Candido da Rocha.
Carta de Lei pela qual V. Ex. manda executar o Decreto da Assembléa Legislativa Provincial, que houve por bem sanccionar, elevando á Freguezia o Bairro do Jacupiranga, e marcando as respectivas divisas, como ácima se declara.
Para V. Ex. vêr.-Jeronymo Ghirlanda a fez.
Publicada na Secretaria do Governo de S. Paulo, aos cinco dias do mez de Abril de mil oitocentos e setenta.
João Carlos da Silva Telles. "

## Revogação
Em 4 de junho de 2007, foram revogadas as leis e resoluções que especifica, relativas ao período compreendido entre os anos de 1835 e 1890, incluindo a Lei nº56 de 5 de abril de 1870.